# Naturkundemuseum Reutlingen
Das Naturkundemuseum Reutlingen befindet sich in einem Fachwerkhaus direkt neben der Marienkirche in der historischen Altstadt von Reutlingen.

## Geschichte

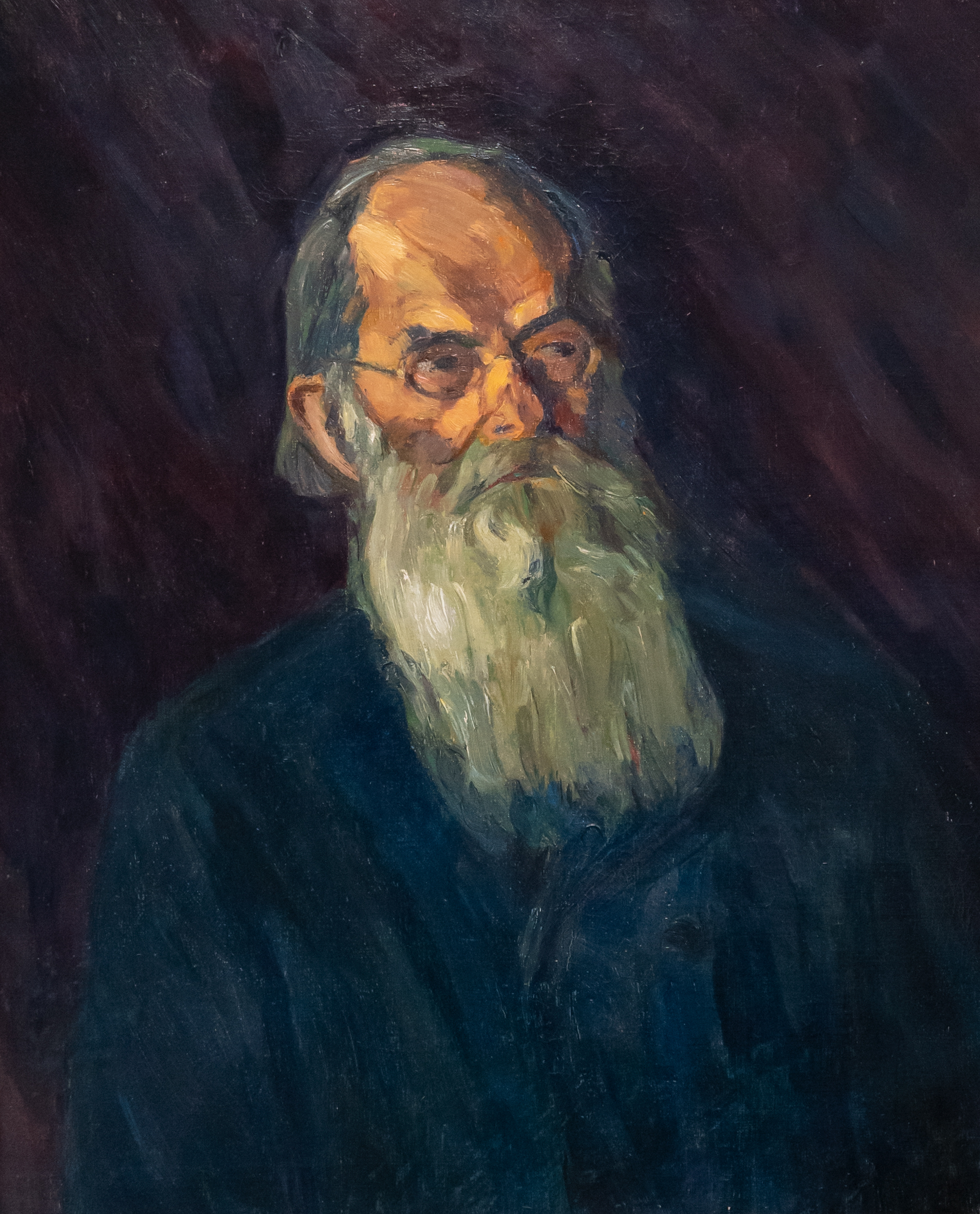
Karl Johann Hähnle (1927)

Der naturwissenschaftliche Verein wurde in Reutlingen 1884 durch Karl Johann Hähnle gegründet und legte umfangreiche Sammlungen an. Zuerst wurden diese im Spitalhof, ab 1891 dann im Spendhaus ausgestellt. Nach dem Zweiten Weltkrieg gingen diese Sammlungen in Besitz der Stadt über. Ab 1987 wurde das Spendhaus allerdings zum Kunstmuseum umgebaut, weswegen die Sammlungen ausgelagert wurden.
1998 wurde das Museum in dem jetzigen Gebäude, dem „Alten Lyzeum“, einem nach dem Stadtbrand gestifteten Schulhaus aus dem Jahre 1728, eröffnet.

## Exponate
Eine Mineralienausstellung befindet sich im Erdgeschoss. Im ersten Stock befinden sich Fossilien aus der Posidonienschiefer-Formation. Des Weiteren wird das 5 m lange „Reutlinger Meereskrokodil“, das in Ohmenhausen gefunden wurde und sich seit 1894 im Besitz des Museums befindet, ausgestellt. Auch das Skelett eines Höhlenbären wird ausgestellt.
Das zweite Stockwerk widmet sich der typisch heimischen Tier- und Pflanzenwelt. Die dritte und vierte Etage wird für Sonderausstellungen genutzt.

## Bilder

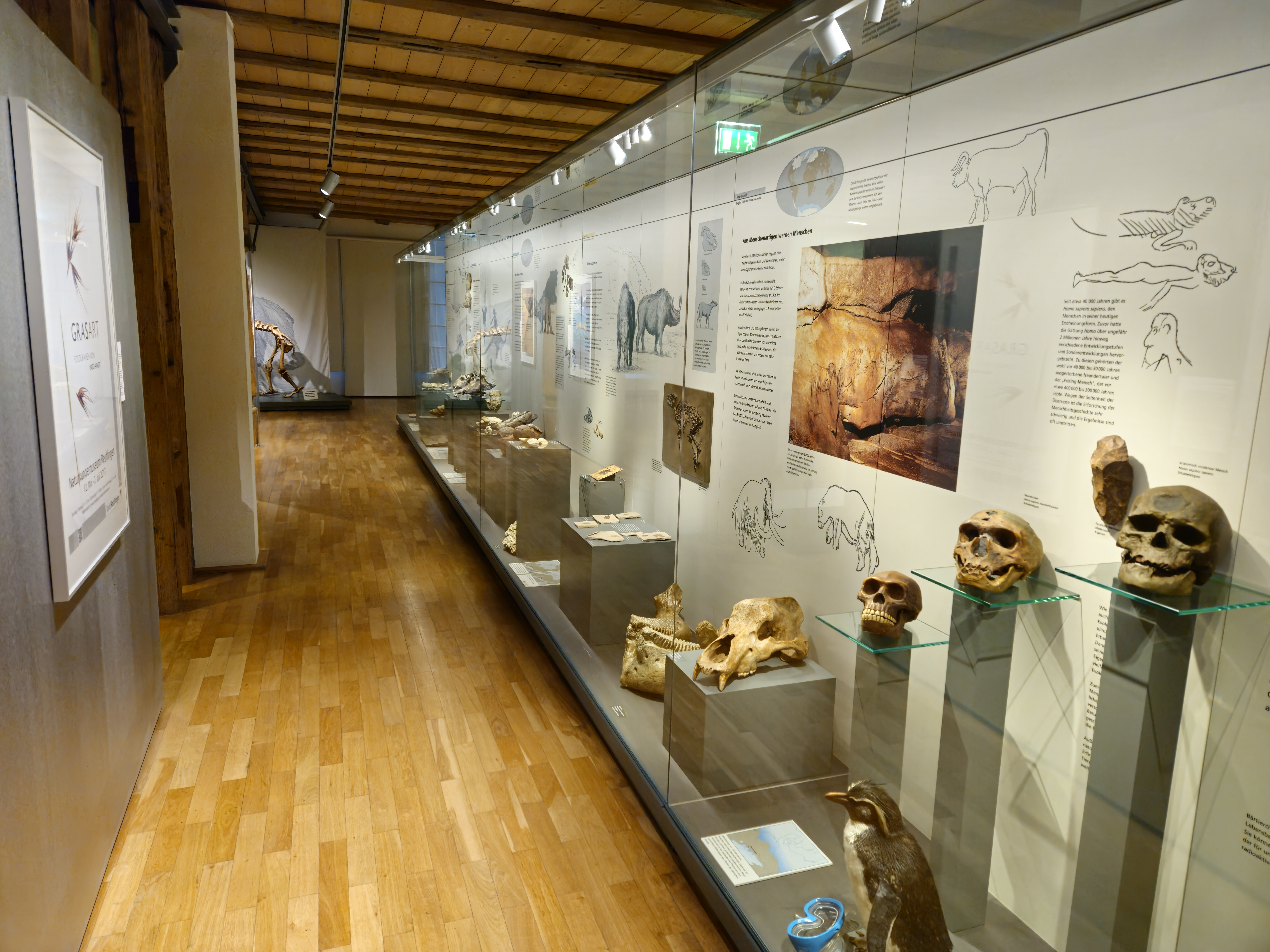
Erstes Stockwerk
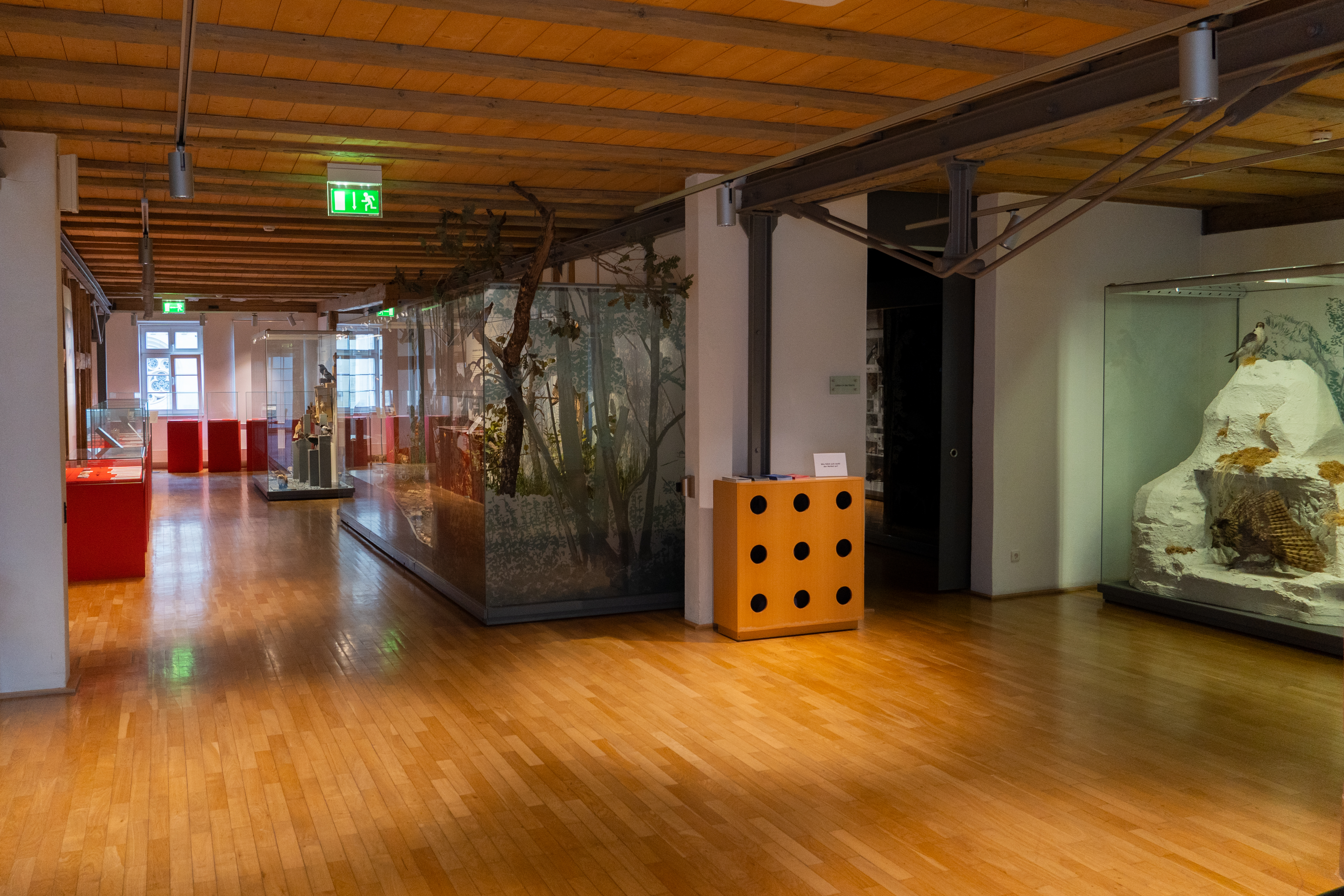
Zweites Stockwerk
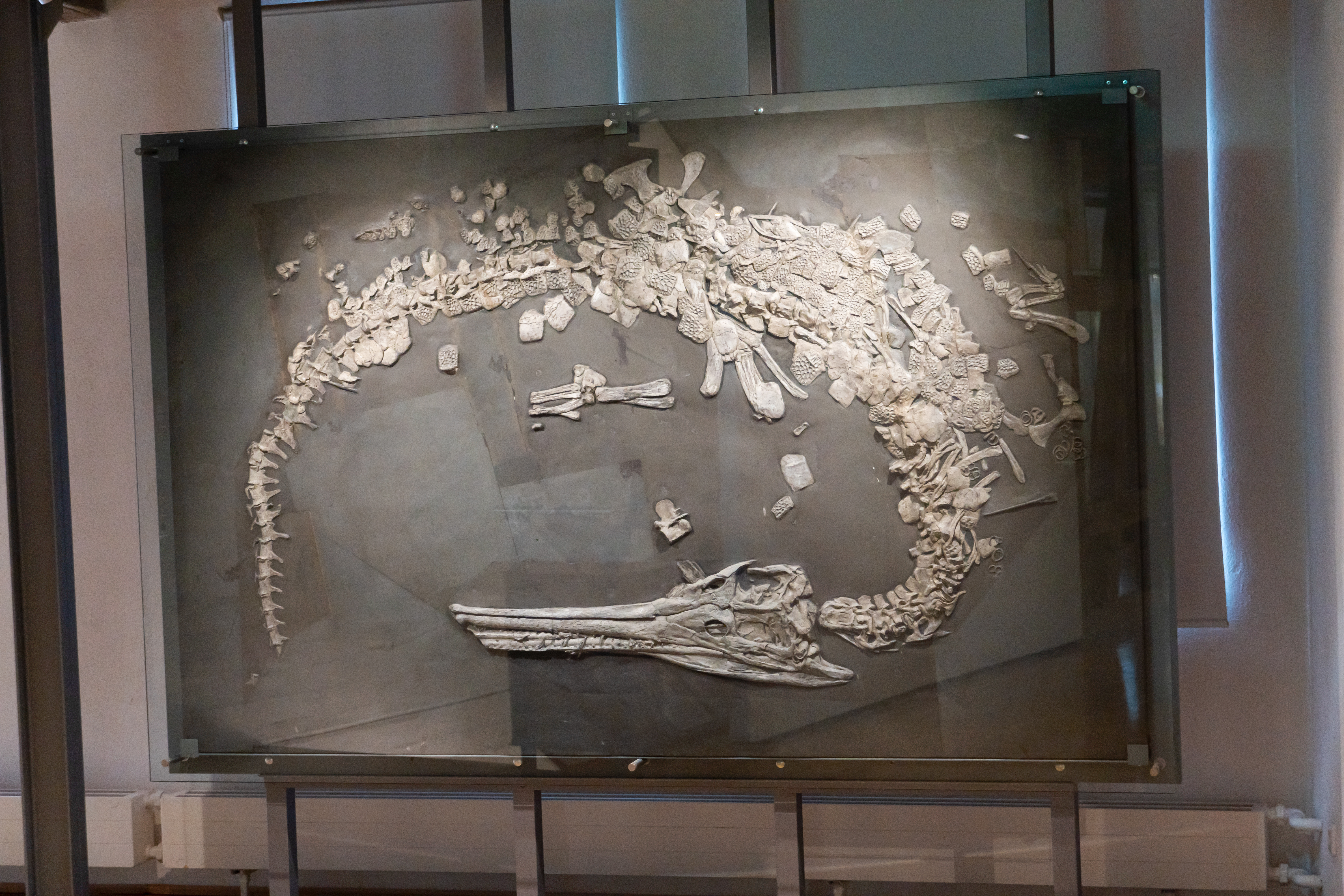
Reutlinger Meereskrokodil
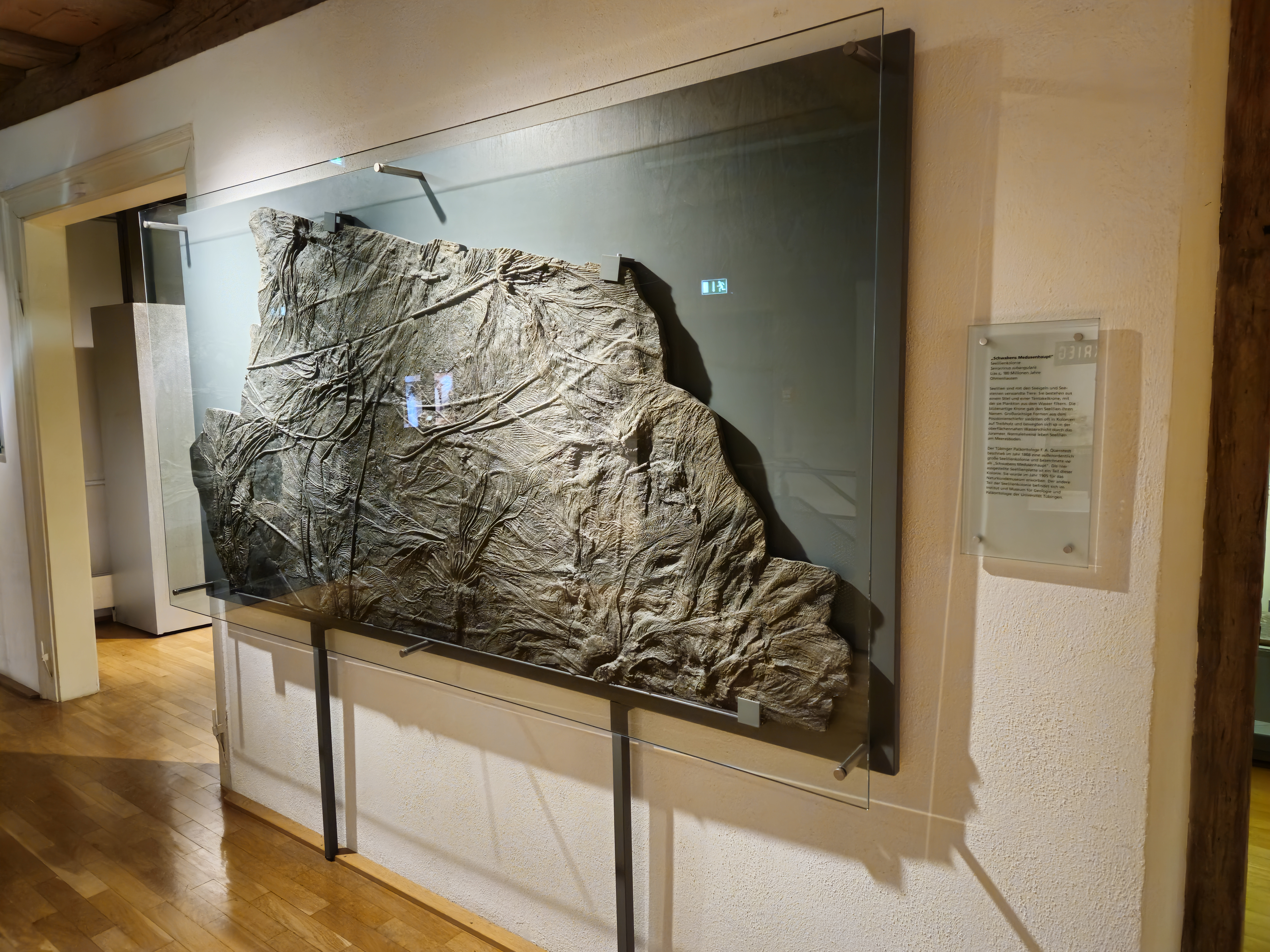
Schwabens Medusenhaupt
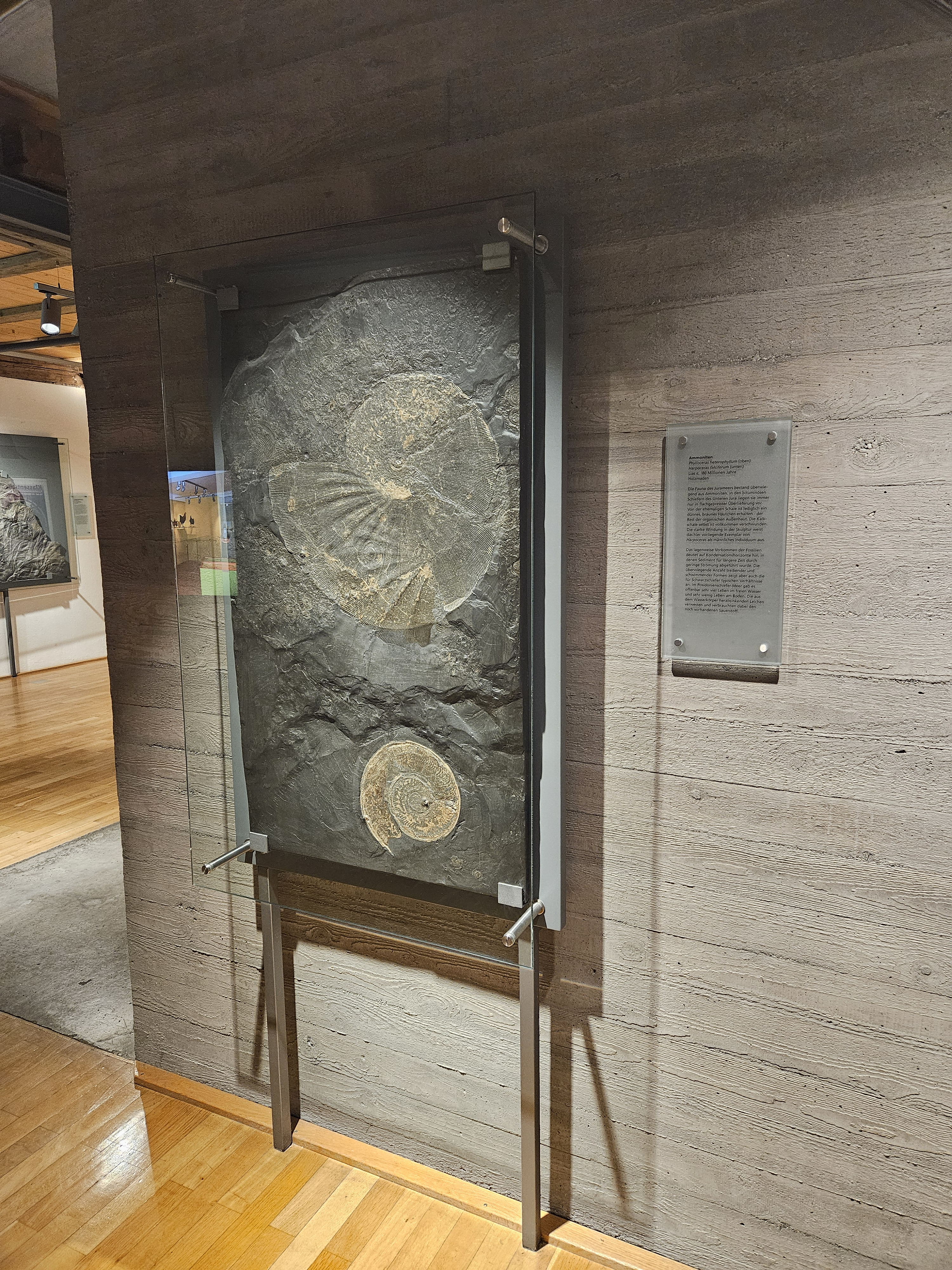
Ammoniten
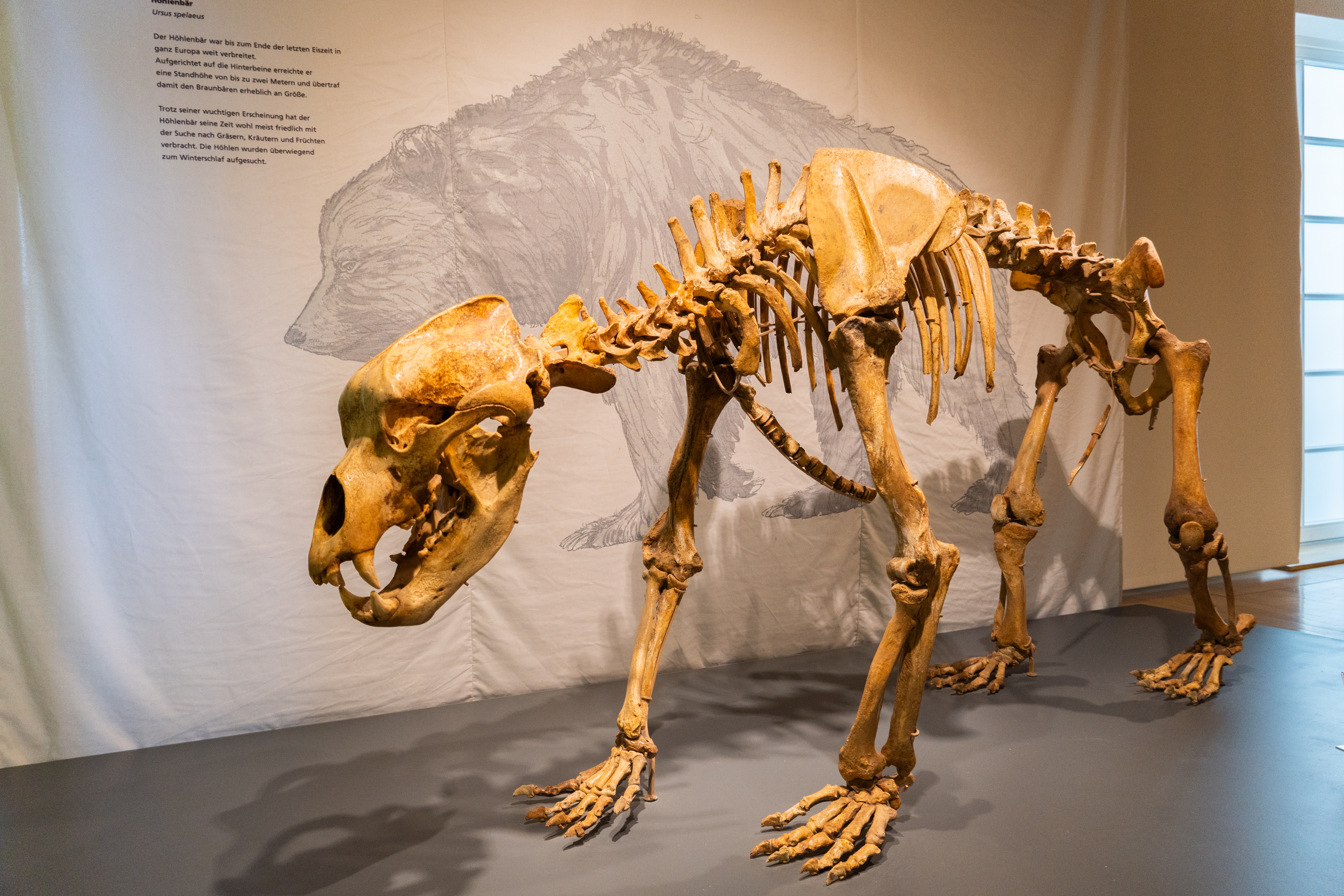
Skelett eines Höhlenbären
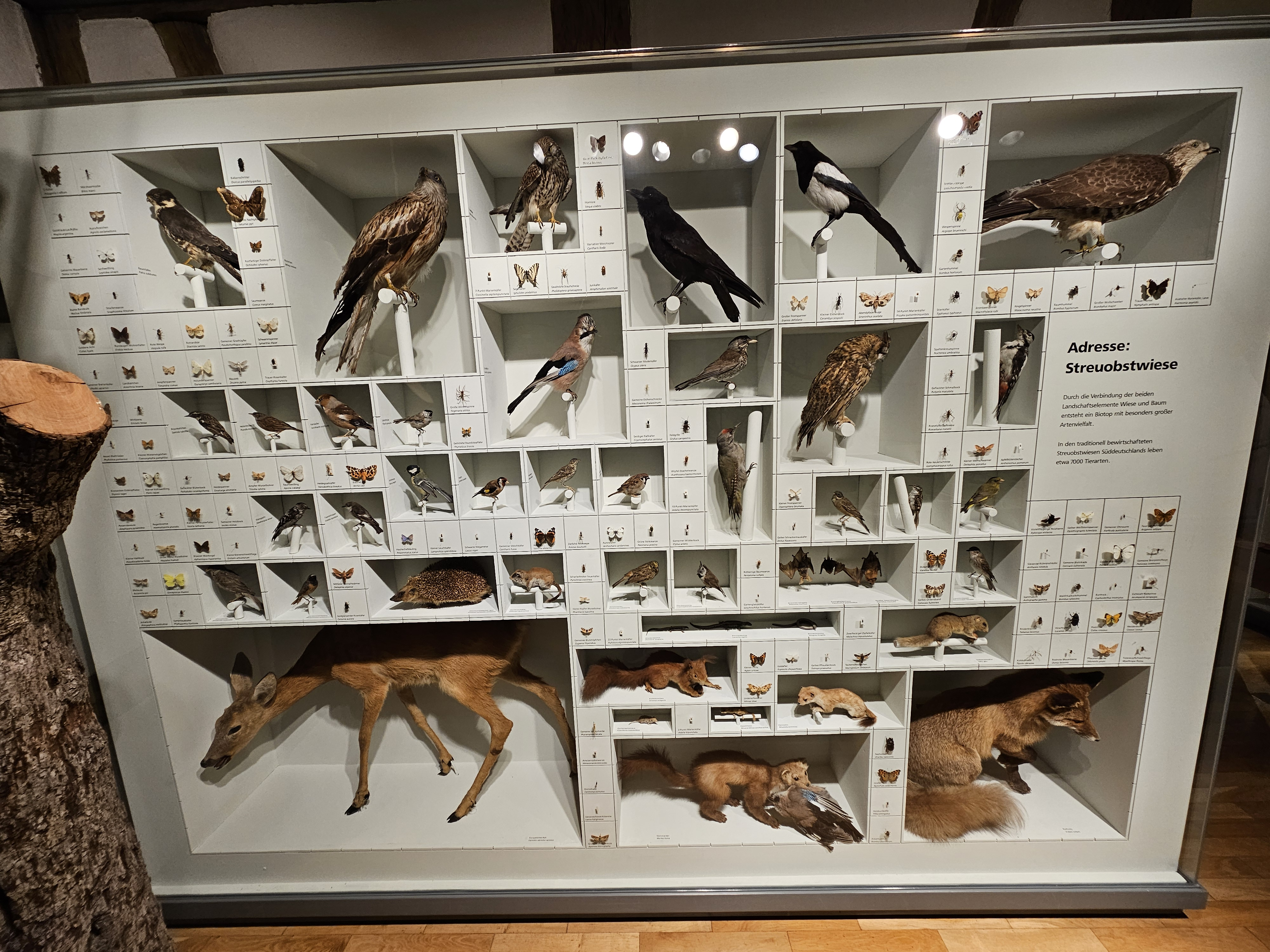
Tiere auf der Streuobstwiese
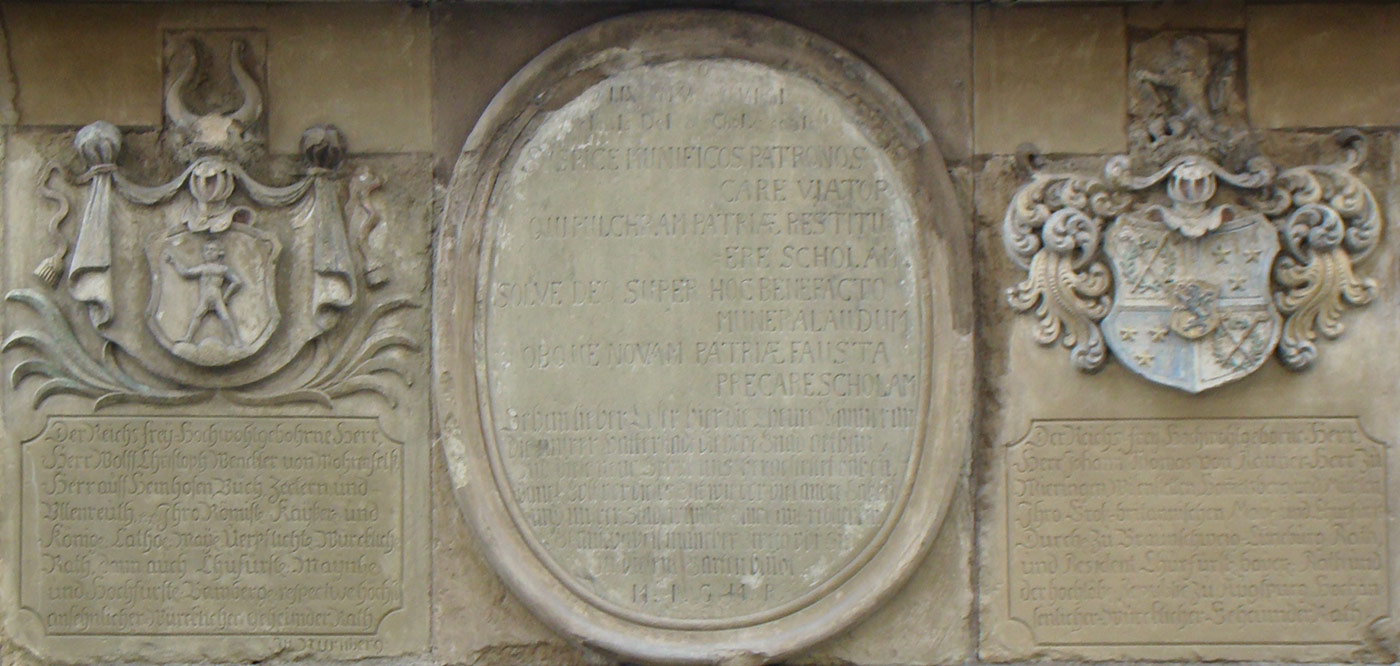
Inschriftenstein am Gebäude